# Niszczyciele typu Bojkij
Niszczyciele typu Bojkij – rosyjskie niszczyciele z początku XX wieku. W latach 1901–1907 w krajowych stoczniach Zakłady Newskie w Petersburgu oraz Admiralicji i Nawal w Nikołajewie zbudowano 22 okręty tego typu. Jednostki weszły w skład Marynarki Wojennej Imperium Rosyjskiego w latach 1902–1907; większość służąca we Flocie Bałtyckiej po przebazowaniu na Daleki Wschód wzięła udział w wojnie rosyjsko-japońskiej, a te z Floty Czarnomorskiej w I wojnie światowej. W wyniku działań wojennych w obu konfliktach utracono łącznie dziewięć jednostek, w tym wcielonego do służby japońskiej „Biedowego”; ocalałe niszczyciele zostały złomowane w latach 20. XX wieku.

## Projekt i budowa
Zbudowane w krajowych stoczniach niszczyciele typu Bojkij. były ulepszoną i powiększoną wersją zaprojektowanych w brytyjskiej stoczni Yarrow jednostek typu Sokoł . Spośród 22 zbudowanych jednostek 13 powstało w Zakładach Newskich w Petersburgu, cztery w Stoczni Admiralicji w Nikołajewie i pięć w stoczni Nawal w tym samym mieście . Położenie stępek okrętów i ich wodowanie odbyło się w latach 1901–1904 .
| Okręt                                 | Stocznia             | Położenie stępki | Wodowanie                         | Wejście do służby | Los |
| ------------------------------------- | -------------------- | ---------------- | --------------------------------- | ----------------- | --- |
| „Bojkij” (ex-„Akuła”)                 | Zakłady Newskie      | 1901             | 11?/24 sierpnia 1901              | sierpień 1902     | internowany w Tsingtau w 1905; w latach 1918–1919 służył w Marine nationale jako „Quentin Roosevelt”; złomowany w 1923   |
| „Burnyj” (ex-„Makriel”)               | Zakłady Newskie      | 1901             | 29 września?/12 października 1901 | sierpień 1902     | samozatopiony 29 lipca?/11 sierpnia 1904                                                                                 |
| „Bujnyj” (ex-„Byczok”)                | Zakłady Newskie      | 1901             | 11?/24 sierpnia 1901              | wrzesień 1902     | samozatopiony 15?/28 maja 1905                                                                                           |
| „Brawyj” (ex-„Nalim”)                 | Zakłady Newskie      | 1901             | 29 września?/12 października 1901 | wrzesień 1902     | złomowany w 1925 |
| „Bystryj” (ex-„Płotwa”)               | Zakłady Newskie      | 1901             | 27 października?/9 listopada 1901 | 1902              | samozatopiony 15?/28 maja 1905                                                                                           |
| „Blestiaszczij” (ex-„Okunʹ”)          | Zakłady Newskie      | początek 1901    | 27 października?/9 listopada 1901 | wrzesień 1902     | samozatopiony 15?/28 maja 1905                                                                                           |
| „Bodryj” (ex-„Pieskar”)               | Zakłady Newskie      | 1901             | 4?/17 maja 1902                   | wrzesień 1902     | internowany w Szanghaju w 1905; złomowany w 1922                                                                         |
| „Biedowyj” (ex-„Kieta”)               | Zakłady Newskie      | 1901             | 4?/17 maja 1902                   | październik 1902  | zdobyty w 1905 przez Japończyków; w latach 1905–1913 służył w Dai-Nippon Teikoku Kaigun jako „Satsuki”; złomowany w 1922 |
| „Biezupriecznyj” (ex-„Pałtus”)        | Zakłady Newskie      | 1901             | 1?/14 czerwca 1902                | koniec 1902       | zatopiony 15?/28 maja 1905                                                                                               |
| „Widnyj” (ex-„Sig”)                   | Zakłady Newskie      | 1901             | 1904                              | sierpień 1905     | złomowany w 1922 |
| „Żarkij”                              | Stocznia Admiralicji | 1902             | maj 1904                          | 1905              | internowany w Bizercie w 1920, złomowany w 1924                                                                          |
| „Żywoj”                               | Stocznia Admiralicji | 1902             | 28 marca?/10 kwietnia 1903        | luty 1906         | zatonął 2?/15 listopada 1920                                                                                             |
| „Żywuczij”                            | Stocznia Admiralicji | 1902             | maj 1904                          | 1906              | zatonął na minie 12?/25 kwietnia 1916                                                                                    |
| „Żutkij”                              | Stocznia Admiralicji | 1902             | maj 1904                          | 1905              | złomowany w 1922 |
| „Zawietnyj” (ex-„Bieługa”)            | Nawal                | lipiec 1901      | koniec 1901                       | 1903              | samozatopiony 18 kwietnia?/1 maja 1918                                                                                   |
| „Zawidnyj” (ex-„Karp”)                | Nawal                | 1902             | wiosna 1903                       | koniec 1903       | złomowany w 1923 |
| „Zorkij”                              | Nawal                | styczeń 1904     | październik 1904                  | sierpień 1905     | internowany w Bizercie w 1920, złomowany w 1924                                                                          |
| „Zwonkij”                             | Nawal                | styczeń 1904     | listopad 1904                     | sierpień 1905     | internowany w Bizercie w 1920, złomowany w 1924                                                                          |
| „Lejtienant Puszczin” (ex-„Zadornyj”) | Nawal                | styczeń 1904     | listopad 1904                     | sierpień 1907     | zatonął na minie 25 lutego?/9 marca 1916                                                                                 |
| „Groznyj”                             | Zakłady Newskie      | czerwiec 1903    | 6?/19 lipca 1904                  | jesień 1904       | złomowany w 1923 |
| „Gromkij”                             | Zakłady Newskie      | lato 1903        | wiosna 1904                       | październik 1904  | samozatopiony 15?/28 maja 1905                                                                                           |
| „Gromiaszczij”                        | Zakłady Newskie      | 1903             | 1904                              | 1905              | złomowany w 1924 |

## Dane taktyczno-techniczne

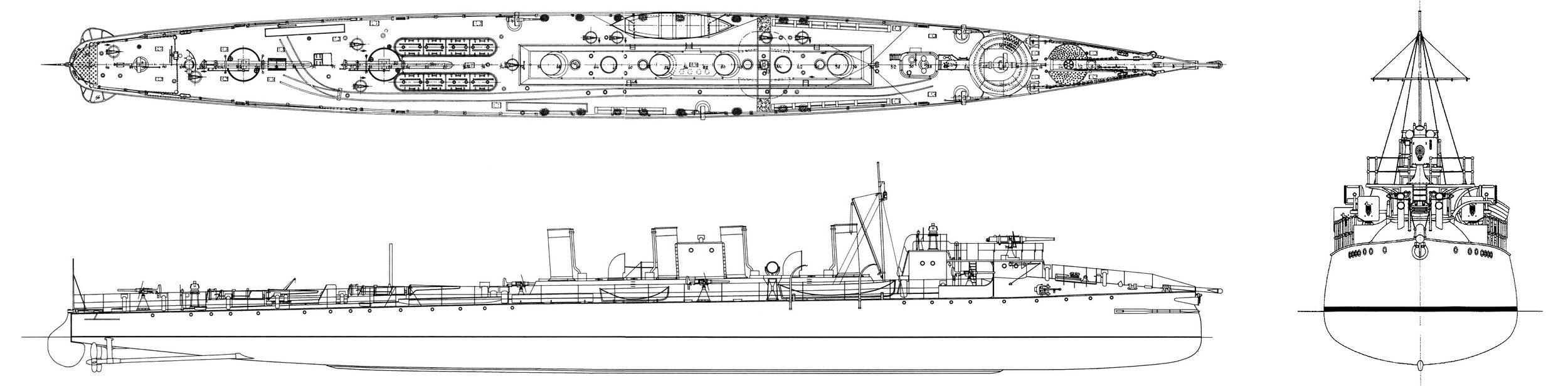
Rzuty niszczycieli typu Bojkij

Okręty typu Bojkij były niewielkimi, czterokominowymi niszczycielami, klasyfikowanymi do września 1907 roku jako torpedowce . Długość całkowita wynosiła 64 metry, szerokość 6,4 metra i maksymalne zanurzenie 2,59 metra. Wyporność jednostek wynosiła 350 ton. Okręty napędzane były przez dwie pionowe maszyny parowe potrójnego rozprężania o łącznej mocy 5700 KM, do których parę dostarczały cztery kotły . Dwuśrubowy układ napędowy pozwalał osiągnąć prędkość 26 węzłów . Okręty mogły zabrać zapas węgla o maksymalnej masie 80 ton, co zapewniało zasięg wynoszący 1200 Mm przy prędkości 12 węzłów .
Uzbrojenie artyleryjskie okrętów stanowiły: umieszczone na nadbudówce dziobowej pojedyncze działo kalibru 75 mm Canet L/48 oraz pięć pojedynczych dział trzyfuntowych kalibru 47 mm Hotchkiss M1885 L/40 . Jednostki wyposażone były w jedną dziobową stałą i dwie pojedyncze obracalne pokładowe wyrzutnie torped kalibru 381 mm, z łącznym zapasem sześciu torped . Ponadto mogły zabrać na pokład 12–18 min .
Załoga pojedynczego okrętu liczyła 62–69 oficerów, podoficerów i marynarzy .

## Służba

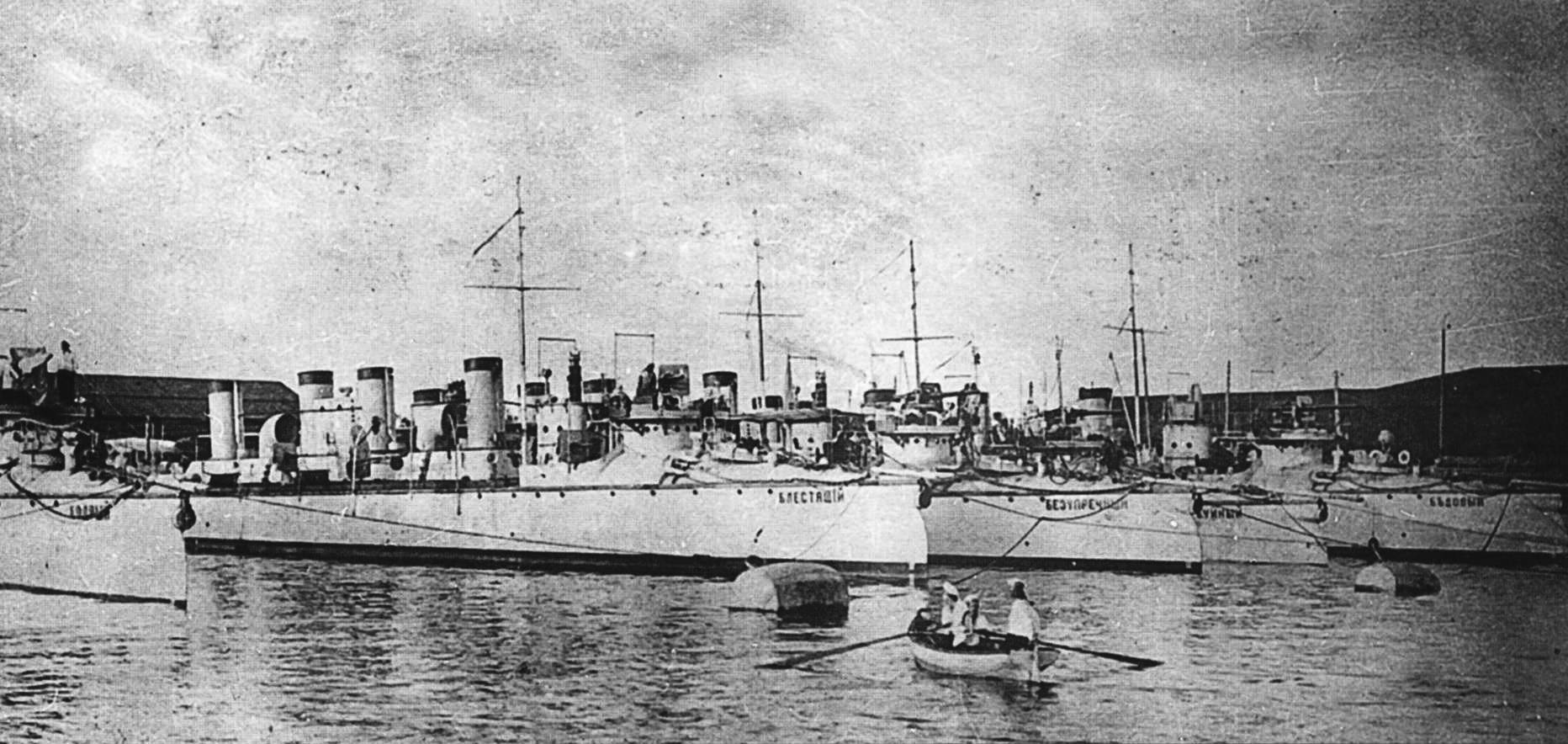
„Blestiaszczij”, „Biezupriecznyj”, „Bujnyj” i „Biedowyj” w Kronsztadzie w 1904 roku

Niszczyciele typu Bojkij zostały wcielone do służby w Marynarce Wojennej Imperium Rosyjskiego w latach 1902–1907 . Pierwsze dziewięć niszczycieli tego typu, które weszły początkowo w skład Floty Bałtyckiej, zostało w pośpiechu wysłanych na Daleki Wschód, jednak przed wybuchem wojny rosyjsko-japońskiej do Port Artur dotarły tylko „Bojkij” i „Burnyj”, a pozostałe siedem musiało zawrócić („Biedowyj”, „Biezupriecznyj”, „Blestiaszczij”, „Bodryj”, „Brawyj”, „Bujnyj” i „Bystryj”). Powtórnie udały się w rejs na Daleki Wschód w składzie II Eskadry Oceanu Spokojnego w zespole kadma Felkerzama, płynąc krótszą drogą przez Kanał Sueski. Tą samą drogą udały się świeżo wcielone do służby kolejne dwa niszczyciele typu Bojkij („Groznyj” i „Gromkij”), płynąc w zespole kmdra Dobrotworskiego. „Bojkij” i „Burnyj” wzięły aktywny udział w obronie Port Artur: „Burnyj” został utracony po wejściu na skały po bitwy na Morzu Żółtym, a „Bojkij” po upadku twierdzy został internowany w Tsingtau. Dziewięć niszczycieli typu Bojkij należących do II Eskadry wzięło udział w bitwie pod Cuszimą, w trakcie której utracone zostały „Biezupriecznyj”, „Blestiaszczij”, „Bujnyj”, „Bystryj” i „Gromkij”; „Bodryj” został internowany w Szanghaju, a „Biedowyj” zdobyty przez Japończyków. Wcielono go następnie do składu Cesarskiej Marynarki Wojennej pod nazwą „Satsuki”, gdzie służył do 1913 roku .
W latach 1909–1913 dokonano modernizacji uzbrojenia będących w służbie jednostek: zdemontowano wszystkie wyrzutnie torped kalibru 381 mm i wszystkie działka kalibru 47 mm, instalując w zamian dwie pojedyncze wyrzutnie torped kalibru 450 mm oraz drugą armatę kalibru 75 mm Canet i sześć pojedynczych karabinów maszynowych kalibru 7,62 mm . W okresie I wojny światowej na Dalekim Wschodzie służyły „Bodryj”, „Bojkij”, „Brawyj” i „Groznyj”, na Bałtyku „Gromiaszczij” i „Widnyj”, a we Flocie Czarnomorskiej „Lejtienant Puszczin”, „Zawidnyj”, „Zawietnyj”, „Zorkij”, „Zwonkij”, „Żarkij”, „Żutkij”, „Żywoj” i „Żywuczij”. Okręty dalekowschodnie zostały podczas wojny domowej zdobyte w czerwcu 1918 roku we Władywostoku przez Japończyków, a następnie zdewastowane przez wycofujących się Białych w 1922 roku; złomowano je w latach 1922–1925 . Obie bałtyckie jednostki zostały w kwietniu 1918 roku przejęte przez Niemców, po czym odstawione do rezerwy zostały złomowane w latach 1922–1924 . Niszczyciele służące na Morzu Czarnym uczestniczyły w walkach z okrętami państwa centralnych, podczas których zostały utracone „Lejtienant Puszczin”, „Żywuczij” i „Zawietnyj”. W maju i czerwcu ocalałe okręty zostały przejęte przez Niemców, a później przez aliantów i ostatecznie Białych lub bolszewików. W 1920 roku „Żywoj” zatonął w sztormie na Morzu Azowskim, a „Zorkij”, „Zwonkij” i „Żarkij” udały się do Bizerty, gdzie zostały internowane przez Francuzów; złomowano je w 1924 roku .